# Campeonato Brasileiro Série A 2011
Campeonato Brasileiro Série A 2011 är 2011 års säsong av den högsta nationella serien i Brasilien. Totalt deltar 20 lag i serien och alla lag möter varandra två gånger, en gång på hemmaplan och en gång på bortaplan, vilket innebär 38 omgångar. Serien spelas mellan den 21 maj och den 4 december 2011. De fyra främsta lagen kvalificerar sig för Copa Libertadores 2012, dessutom är Santos direktkvalificerade som regerande mästare och Vasco da Gama som vinnare av Copa do Brasil 2011. Dessutom får Brasilien åtta platser till Copa Sudamericana 2012, som går till de främst placerade lagen som inte tidigare kvalificerat sig till Copa Libertadores. Om ett lag från Brasilien skulle vinna Copa Sudamericana 2011 får laget en plats till Copa Libertadores 2012 på bekostnad av det lägst placerade laget som kvalificerade sig genom ligaplacering. 

## Tabell
| Nr | Lag                 | S  | V  | O  | F  | GM | IM | MS  | P  |
| -- | ------------------- | -- | -- | -- | -- | -- | -- | --- | -- |
| 1  | Corinthians         | 38 | 21 | 8  | 9  | 53 | 36 | +17 | 71 |
| 2  | Vasco da Gama       | 38 | 19 | 12 | 7  | 57 | 40 | +17 | 69 |
| 3  | Fluminense          | 38 | 20 | 3  | 15 | 60 | 51 | +9  | 63 |
| 4  | Flamengo            | 38 | 15 | 16 | 7  | 59 | 47 | +12 | 61 |
| 5  | Internacional       | 38 | 16 | 12 | 10 | 57 | 43 | +14 | 60 |
| 6  | São Paulo           | 38 | 16 | 11 | 11 | 57 | 46 | +11 | 59 |
| 7  | Figueirense         | 38 | 15 | 13 | 10 | 46 | 45 | +1  | 58 |
| 8  | Coritiba            | 38 | 16 | 9  | 13 | 57 | 41 | +16 | 57 |
| 9  | Botafogo            | 38 | 16 | 8  | 14 | 52 | 49 | +3  | 56 |
| 10 | Santos              | 38 | 15 | 8  | 15 | 55 | 45 | +10 | 53 |
| 11 | Palmeiras           | 38 | 11 | 17 | 10 | 43 | 39 | +4  | 50 |
| 12 | Grêmio              | 38 | 13 | 9  | 16 | 49 | 57 | −8  | 48 |
| 13 | Atlético Goianiense | 38 | 12 | 12 | 14 | 50 | 45 | +5  | 48 |
| 14 | Bahia               | 38 | 11 | 13 | 14 | 43 | 49 | −6  | 46 |
| 15 | Atlético Mineiro    | 38 | 13 | 6  | 19 | 50 | 60 | −10 | 45 |
| 16 | Cruzeiro            | 38 | 11 | 10 | 17 | 48 | 51 | −3  | 43 |
| 17 | Atlético Paranaense | 38 | 10 | 11 | 17 | 38 | 55 | −17 | 41 |
| 18 | Ceará               | 38 | 10 | 9  | 19 | 47 | 64 | −17 | 39 |
| 19 | América (MG)        | 38 | 8  | 13 | 17 | 51 | 69 | −18 | 37 |
| 20 | Avaí                | 38 | 7  | 10 | 21 | 45 | 75 | −30 | 31 |

Färgkoder:
     – Kvalificerade för Copa Libetadores 2012.

     – Kvalificerade för Copa Sudamericana 2012.

     – Nedflyttade till Série B 2012.